# Fox Kids
Fox Kids foi um canal infantil por assinatura criado pela Fox Broadcasting Company nos Estados Unidos. Estreou no Estados Unidos em 8 de setembro de 1990 e teve seu fim, no dia 7 de setembro de 2002. Já no Brasil, o canal estreou em 1 de novembro de 1996. e substituído pelo Jetix em 1º de agosto de 2004
O canal era destinado a crianças de 7 a 11 anos e adolescentes, de 12 a 14 anos. O canal é considerado um dos mais antigos blocos de televisão infantil, ao lado da Nickelodeon, e conseguiu ter classificações elevadas em toda sua exibição.

## História

### O começo
Fox Kids surgiu como resultado do envolvimento entre a Walt Disney Company com a 20th Century Fox, a criação do bloco se iniciou com a animação "The Disney Afternoon", que foi exibida em um dos canais da Fox. Posteriormente, a Fox exibiu o desenho Duck Tales, Os Caçadores de Aventuras, que estreou em 18 de setembro de 1987 nos canais da Fox, bem como em várias filiais do canal, que se deveu em grande parte, ao fato da parceria entre Michael Eisner (que era da Disney) e Barry Diller (que era da Fox), e que haviam trabalhado juntos na rede ABC e na Paramount Pictures.
Em 1988, a Disney comprou a rede de televisão KHJ-TV, rebatizando-a mais tarde como KCAL-TV. Novos proprietários da emissora queriam DuckTales para ser mostrado no canal, assim, tirando a animação da Fox. Furiosos com a quebra de contrato, Diller retirou o desenho de todos os canais da Fox no outono de 1989. Diller também incentivou afiliadas da Fox para fazer o mesmo, embora a maioria não tenha feito inicialmente. Como a Disney foi em frente na construção do "The Disney Afternoon", a Fox, em seguida, começou a preparar um sistema exclusivo para as crianças na programação.
A Fox Kids foi lançada no dia 8 de setembro de 1990, entre a Fox Broadcasting Company e suas afiliadas. Originalmente liderada pela presidente da Fox, Margaret Loesch, o bloco foi exibido originalmente durante 30 minutos por dia de segunda a sexta-feira, e três horas no sábado de manhã. Em 1991, a programação se expandiu para 90 minutos nos dias úteis e quatro horas nas manhãs de sábado, e um ano mais tarde aumentou para 2 horas e meia durante a semana.

### Copa Fox Kids
Copa Fox Kids foi o maior campeonato de futebol juvenil de 10 a 13 anos (masculino e feminino) da história da TV paga da América Latina. Desde 2005, quando o canal foi vendido, a copa Fox Kids continua a mesma mas já teve seu nome mudado duas vezes, para Copa Jetix (até 2009), e para Copa Disney (2009 em diante).

### Programação nos Estados Unidos
Em 1993, a Fox Kids chegou a ser exibida por três horas de segunda a sexta-feira (tornando a Fox Kids, a primeira rede de programação para ir ao ar durante 3 horas consecutivas desde 1986) e quatro horas aos sábados. Alguns canais tinham a opção de exibir o bloco durante uma hora nos dias úteis no período da manhã e duas horas de tarde, ou todos os três ao mesmo tempo na parte da manhã ou da tarde. Isso ocorreu porque algumas emissoras tinham noticiários de manhã. Em 1995 e início de 1996, a Fox adquiriu ex-afiliadas da ABC e da Savoy, além de ter adquirido três ex-filiadas da NBC. Todas essas redes tiveram noticiários noturnos, mas queriam continuar a ter uma programação regular dedicada aos desenhos animados, podendo  executar o Fox Kids, uma hora mais cedo no período da tarde.
De 1992 a 1998, a Fox Kids, teria um bloco especial no Dia de Ação de Graças, chamado de "The Fox Kids T.V. Takeover".
Canais que exibiram o especial:
- A nova estação mundial (até 1997), que se tornou o "Channel 2", exibindo a Fox Kids por 4 horas consecutivas (fazendo o bloco ser o primeiro do gênero a ficar durante este período).
- A ex-filial da Fox, a KNLC, um canal totalmente dedicado ao público religioso, exibiu o bloco infantil durante algum tempo, mais depois que o contrato com a Fox acabou, o canal não viu por que manter o bloco no ar, considerando ele ofensivo.
- O canal WGHP (também conhecido como "Canal 8") se tornou parte da Fox em setembro de 1995. A Fox Kids foi exibida no canal, porém, como a Fox perdeu os direitos sobre o canal, o bloco infantil foi transferido para a WBFX (agora WCWG), que exibiu o especial normalmente.

A WHBQ (Canal 13) em Memphis tornou-se parte da Fox em setembro de 1995. Durante a semana, o bloco infantil foi mostrado por 1 hora - seguido por Family Matters. Em 1998, o bloco passou a ser mostrado durante três horas na programação. A partir do outono de 1999, o bloco não estava mais no ar, em vez disso, o horário foi ocupado por um show local. Além disso, a partir de 1996, o bloco de sábado, foi dividido ao meio no primeiro semestre, sendo mostrado entre as 5 e as 7 da manhã, segundo o horário local, seguido por shows como "Jack Hanna's Animal Adventures" e "The Magic School Bus", então a segunda parte do bloco foi mostrada das 9 até as 11 horas, hora local. Este horário permanece dedicado ao público infantil, com desenhos da 4Kids Entertainment.
A Fox contratou redes afiliadas para exibir o bloco infantil, exceto redes de televisão que eram de propriedades da CBS, ABC, ou NBC (em apenas um caso). A New World (que mais tarde se fundiu com a Newscorp) filiou suas redes com a Fox em 1994-1995 quando a Fox ganhou o contrato para exibir a Conferência Nacional de Futebol. Em alguns casos, a Fox Kids seria exibida pela mesma emissora como seus concorrentes.
Exemplos incluem:
- WSVN (Canal 7), em Miami, Florida, que deixou de exibir o bloco no final de 1993, que naquela época começou a ser exibido na WBZL (Canal 39) e acabou se mudando finalmente para a WAMI-TV (Canal 69), em 1997. A WSVN foi a primeira afiliada da FOX a exibir a Fox Kids por pouquíssimo tempo.
- Witi (Canal 6), em Milwaukee, Wisconsin, que deixou de exibir o bloco em 1994, deixando ele para a WCGV (Canal 24), que foi uma emissora que demonstrou muito interesse na Fox Kids.
- WJBK (Canal 2) em Detroit, Michigan também não via necessidade de exibir a Fox Kids, deixando o bloco para a WKBD (Canal 50) que era uma das poucas filiais da Fox naquele local. Este acordo terminou no outono de 1997, o que levou ao bloco ser exibido pela WADL (Canal 38).
- SV (Canal 8), em Cleveland, Ohio optou por não exibir a Fox Kids. O ex-afiliado da Fox,  WOIO (Canal 19) teve a filiação da CBS. Com esse resultado, o canal independente WBNX TV (Canal 55) viria a exibir a Fox Kids. Depois disso, a WBNX continuou a crescer e comprar uma programação melhor. O clube oficial do canal, o Fox Kids Club se tornou o maior clube infantil no leste dos Estados Unidos. A Revista Fox Kids Club foi o segunda maior revista com circulação do país. WBNX (hoje afiliada à The CW) exibe hoje um bloco com desenhos da 4Kids Entertainment.
- A WNYW (Canal 5) em Nova York, anos mais tarde adiadou o bloco exibido durante a semana, deixando ele para ser exibido pelo WWOR (Canal 9). Este caso também aconteceu em Los Angeles, Califórnia no KTTV (Canal 11). No entanto, o bloco infantil foi exibido por ambas as emissoras, só que uma exibia durante os sábados e a outra, durante a semana.
- WTVT (Canal 13) em Tampa, Flórida também optou por não exibir a Fox Kids. A ex-afiliada da FOX, WFTS (Canal 28) também não poderia exibi-lo porque eles estavam fechando acordo com a ABC, fazendo assim, a WTSP (Canal 10) o canal a exibir o bloco naquele local. A Fox Kids, portanto, mudou-se para uma estação independente, a WTTA (Canal 38) de propriedade de Sinclair, que também pegou outros shows. A WTTA eventualmente fechou acordo com a Warner Bros em 1998. A última exibição do Fox Kids neste canal foi em 2001.
- KSAZ-TV (Canal 10), em Phoenix, Arizona só exibiu a Fox Kids até dezembro de 1994. Ele permaneceu na KNXV (Canal 15) a primeira afiliada da FOX que se tornou filial da ABC. Esta estação seria executado por um mês como uma estação independente. Mesmo depois do acordo com a ABC, a KSAZ-TV continuou exibindo a Fox Kids, o que gerou processos judiciais contra o canal.
- WDAF-TV (Canal 4) em Kansas City, Missouri deixou de exibir a Fox Kids em 1994. Logo depois, a KSMO-TV (Canal 62) começou a exibir o bloco. A KSMO acabou se tornando filial da UPN em 1995. Em 1998, a Fox Kids mudou-se para a KCWB (agora KCWE) (Canal 29). No outono de 1999, ele se mudou para a KMCI (Canal 38).
- Waga (Canal 5), em Atlanta, Geórgia optou por não exibir a Fox Kids. Sendo assim, a Fox decidiu exibir o bloco pela WATL (Canal 36), que acabou desistindo do contrato com a Fox, embora tenha continuado mantendo a programação infantil. Logo depois, a Fox Kids começou a ser exibida pela WHOT (Canal 34) nas proximidades de Atenas, até que foi cancelada a nível nacional em 2002.
- KDFW (Canal 4) em Dallas, Texas, só exibiu a Fox Kids até 1995. A Fox passou a exibir o bloco infantil na KDAF (Canal 33). Logo depois, a estação foi vendida para a Tribune.
- WBRC (Canal 6) Birmingham, Alabama, exibiu a Fox Kids até o outono de 1996.
- KTBC (Canal 7) Austin, Texas levou apenas a programação de sábado da Fox Kids em 1995, enquanto a K13VC exibia durante a semana e também no sábado. A exibição continuou até 1997.

## Fox Kids no Brasil
A Fox Kids fez um enorme sucesso no Brasil, sendo segundo lugar na guerra pela audiência dos canais infantis da TV paga, ficando atrás somente do Cartoon Network. Estreou no dia 1º de outubro de 1997 e teve seu desligamento no dia 31 de julho de 2004. Em uma pesquisa feita pela Folha de S.Paulo, 26,9% das crianças assistiam à Fox Kids, mesmo em momentos trágicos, como o dia 11 de setembro de 2001. O canal infantil conseguia bater de frente com canais como GloboNews, CNN e BandNews TV.

## Fim da Fox Kids
Em 2001, os canais da Fox não lucravam como no passado, levando uma queda na programação dos canais afiliados a empresa, que começaram a se mudar para outras redes. A Fox Kids deixou de ser o canal número 1 entre as crianças nos Estados Unidos, perdendo para o bloco Kids' WB da The WB. A ABC e a UPN exibiam desenhos, com exceção de Lizzie McGuire e Mano a Mana, que eram comédias destinadas a adolescentes, enquanto a CBS exibia conteúdo para o público pré-escolar a partir do Nick Jr. A NBC tinha boa parte de sua programação infantil com desenhos do Discovery Kids, dividindo o público. Devido ao grande sucesso da Nickelodeon na época, a Fox Kids foi deixada para trás e os executivos da Fox não se mostraram interessados em recuperar o bloco infantil, assim como os canais em outros países.
Depois que a Fox Family foi vendida para a Walt Disney Company em julho de 2001, e se tornou ABC Family, a Fox Kids foi colocada sob a supervisão da Fox Television Entertainment e se mudou para a sede da Fox. Logo depois, a 4Kids Entertainment ganhou o horário, que antes era ocupado pela Fox Kids nas redes dos Estados Unidos. A Fox Kids se manteve nas manhãs de sábado, até o dia 14 de setembro de 2002, deixando o horário para a 4Kids Entertainment. O bloco foi rebatizado de FoxBox, e em janeiro de 2005, foi renomeado para 4KidsTV. A 4Kids Entertainment e a Fox trabalharam juntas até 27 de dezembro de 2008, quando a 4Kids resolveu abrir contrato com a Warner Bros.

### Depois da Fox Kids
A Disney, utilizou boa parte de seu horário para criar um bloco, parecido com a Fox Kids, nomeado de Toon Disney, que acabou se tornando um canal. Em 2002, a Disney divulgou um novo canal, que iria substituir a Fox Kids, o "Jetix". O canal foi ao ar primeiramente na ABC Family e depois, passou a se tornar um canal exclusivo, assim como a Fox Kids.
A Disney agora tem direito sobre praticamente todas as animações, filmes e séries exibidas pelo canal, que antes eram de direito da Fox e da Saban, incluindo Digimon, Eek! The Cat e todas as séries da Marvel,após a compra da mesma. A maioria desses shows foi ao ar no Jetix.
O nome "Fox Kids" voltou a ser utilizado como um bloco de programação infantil na Finlândia em 2012.
Há várias exceções:
- Em maio de 2010, Haim Saban, através de sua empresa, a Saban Brands, recomprou os direitos da franquia Power Rangers.
- Em 2007, a Taffy Entertainment adquiriu os direitos de distribuição de O Fantástico Mundo de Bobby, e como resultado, esses direitos agora pertencem ao MoonScoop Group.
- A série de TV, Goosebumps, que foi ao ar na Fox Kids entre 1995-1998, é de propriedade da Scholastic Corporation, com direitos de home video para a Fox.
- A Warner Bros produziu séries (como Animaniacs e Batman: A série animada) que estão sob sua propriedade.A Warner também possui propriedade sobre as três series da Hanna-Barbera que foram exibidas na Fox Kids: Os Piratas de Águas Sombrias, Tom & Jerry Kids e Droopy, Master Detective.
- Gasparzinho, o Fantasminha Camarada e O Novo Show do Pica-Pau são de propriedade da NBCUniversal.
- A Disney atualmente não é mais dona dos direitos de Três Espiãs Demais e Oggy e as Baratas Tontas, que foram vendidos por sua produtora original para o Cartoon Network.
- A Fox Networks Group em 2017 lançou seu novo e único canal infanto-juvenil depois que a Fox Kids terminou, o Nat Geo Kids.

## Programas
Esta lista contém os desenhos animados, séries, programas e outras atrações apresentadas no bloco infantil durante sua existência:
| - Digimon (até Digimon Frontier) - Monster Rancher - Super Sumôs - Mega Babies - Medabots - Shaman King - Tartarugas Ninjas - Super Pig - Shinzo - Autopista - Lenore - A linda garotinha morta - Gêmeas em Apuros - Contos da Cripta - Power Rangers (até Power Rangers Tempestade Ninja) - Três Espiãs Demais (até a 2ª temporada) - Goosebumps - Os Gárgulas - Ciência Travessa - A Família Addams - Os Vizinhos Porcos - O Fantástico Mundo de Bobby - Sorriso Metálico - Surfista Prateado - O Mundo Secreto de Alex Mack - Masked Rider - Kirby - Flint, o Detetive do Tempo - Beyblade (até a 2ª temporada) - Crayon Shin-chan * Sonic X (so no Brasil, Portugal e outuros países) - Peter Pan - Fun House - Bill e Ted - O Pequeno Drácula - Swamp Thing - Os Piratas de Águas Sombrias - Dog City - Super Dave - Animaniacs - Batman: A Série Animada - Incridble Crash Dummies - Fox Cubhouse - The Tick - Carmen Sandiego - Klitter - Gasparzinho - Alien Rangers - As Aventuras de Sam e Max: Polícia Freelance - Teatro Chimp Lips - Rebelde Way - Space Goofs - Cartoon Cabana - Godzilla: A Série - O Ônibus Mágico - Ned e a Salamandra - Toonsylvania - Donkey Kong Country - Os Vingadores - O Mago - O Novo Pica-Pau - Transformers - Lobo na Floresta - Cybersix - The Vision Of Escaflowne - Histórias Horripilantes - Los Luchadores - Praia Moolah - Galidor: Heróis de Outra Dimensão - O Show dos Animais - Johnson e Amigos - A Ilha de Rimba | - Zorro (versão colorida da série de 1957) - Shirley Holmes - Sinistro - Wunschpunsch - Mimi - Turminha da Sala 402 - Jem e as Hologramas - O Rato e o Monstro - Jim Button - Wheel Squad - Fantômette - Diabolik - Os Três Patetas - Mafalda - Moville e seus mistérios - Homem-Aranha: a série animada - X-men (série de 1992) - Esquadrão Marte - Sam e Max - Patlabor - Heavy Gear - Angela Anaconda - Lá Vem o Andy - Homem de Ferro - Beetleborgs - O Colégio do Buraco Negro - Músculo Total - Quarteto Fantástico - Os Cavaleiros Místicos de Tir Na Nog - O Ataque dos Tomates Assassinos - As Aventuras dos Filhos de Tom e Jerry - Os Fantasmas se Divertem - Zazoo U - Little Shop - Taz-Mania - Eek! The Cat - Tiny Toon - Droopy, O Grande Detetive - Os Terríveis Thunderlizards - Eek! Stravaganza - A Vida com Louie - Planeta Vermelho: A minissérie - C-Bear e Jamal - Siegfried e Roy: Os mestres do impossível - Beetleborgs Metalix - Eerie Indiana - Round, o Furacão - Eerie, Indiana: A outra dimensão - Mad Jack, O Pirata Pirado - Mowgli: As Novas Aventuras do Menino Lobo - Oggy e as Baratas Tontas - Os Arquivos Secretos dos Cães Espiões - O Jovem Hércules - O Show do Sr. Cabeça de Batata - Big Guy e Rusty, o Garoto Robô - NASCAR Racers: Os Super Pilotos - Oggy e as Baratas Tontas - Xyber 9 - Action Man - Dinozaurs - Kong: A Série Animada - Alienators - Os Cavaleiros de Mon Colle - Os Amigos Rapeiros - As Aventuras Mágicas de Mumfie - Budgie, o Pequeno Helicóptero - Fillmore - Ocean Girl - Wishbone |

## Rádio
Fox Kids teve sua própria rádio também. A Fox Kids Radio tinha duas horas de duração e foi criada por Chris Leary do TechTV. O show consistiu em concursos e efeitos sonoros engraçados. Foi mais tarde renomeado para "Fox All Access" e continua no ar atualmente, principalmente como um veículo promocional para artistas atuais, filmes e programas do horário nobre da Fox.